# Condado de Ostrów Mazowiecka
Condado de Ostrów Mazowiecka (polaco: powiat ostrowski) é um powiat (condado) da Polónia, na voivodia de Mazóvia. A sede do condado é a cidade de Ostrów Mazowiecka. Estende-se por uma área de 1218,06 km², com 75 288 habitantes, segundo o censo de 2005, com uma densidade de 61,81 hab/km².

## Divisões admistrativas
O condado possui:
Comunas urbanas: Ostrów Mazowiecka
Comunas urbana-rurais: Brok
Comunas rurais: Andrzejewo, Boguty-Pianki, Małkinia Górna, Nur, Ostrów Mazowiecka, Stary Lubotyń, Szulborze Wielkie, Wąsewo, Zaręby Kościelne
Cidades: Ostrów Mazowiecka, Brok

## Demografia
População (dados de 30 de Junho de 2005):
|          | Total   | Total | Mulheres | Mulheres | Homens  | Homens |
| -------- | ------- | ----- | -------- | -------- | ------- | ------ |
|          | pessoas | %     | pessoas  | %        | pessoas | %      |
| Total    | 75 288  | 100   | 37 986   | 50,5     | 37 302  | 49,5   |
| Cidades  | 24 341  | 100   | 12 648   | 52       | 11 693  | 48     |
| Povoados | 50 947  | 100   | 25 338   | 49,7     | 25 609  | 50,3   |